# 浙江大学人文学院
浙江大学人文学院是浙江大學的一所学院，於1999年7月四校合併時由杭州大學人文學院（主體）、原浙江大學人文學院、浙江農業大學與浙江醫科大學的少量人文學科整合而來，其前身可追溯至1897年（光緒二十三年）求是書院、育英書院的人文學科。现设中国语言文学系、历史学系、哲学系3个系，浙江大學古籍研究所等28個研究所。併校後的人文學院成立以來，以下的新聞、藝術等泛人文類專業不斷分出新成立學院，最近的一次拆分是藝術學、文物與博物館學於2019年5月分出另立藝術與考古學院。現人文學院與外語學院、傳媒學院和藝術考古學院四院組成了更龐大的浙江大學人文學部。

## 历史[註 1]

### 民國早期
人文學科是高等教育必不可少的組成部分。於光緒二十三年（1897年）成立的求是書院是浙江大學的前身，當時的課程中即包含了國文、歷史、音樂等泛人文類課程:6。於道光二十五年（1845年）成立的崇信義塾是之江大學的前身，並於光緒二十三年（1897年）改名為育英書院，開始開設大學課程，當中也包含了人文學科；民國3年（1914年）正式定名之江大學，但於北伐戰爭期間停辦。
民國17年（1928年），國立第三中山大學正式定名浙江大學:30，伴隨著黃金十年建設，至抗戰爆發前夕的民國25年（1936年），浙江大學已有工學院、農學院和文理學院，其中文理學院設有史地學系等人文學科:36。

### 抗日西遷時代
民國26年（1937年）抗戰爆發，浙大舉校西遷，終於民國27年（1940年）在遵義、湄潭落腳:66，當時的科系主要分為文、理、工、農、師範五個學院，其中師範學院中還有文科系:102-103。文學院辦公室位於遵義舊城:66，還設有研究室在遵義以東70公里湄潭縣的城內外祠堂、廟宇中:68。「一代儒宗」馬一浮於民國27～28（1938~39）年間於擔任過文學院教師，並撰寫了浙大校歌歌詞:72-73。民國30年（1941年），《思想與時代》月刊在遵義創刊，社長和主編即是浙大史地系主任張其昀，編輯部也設在文學院；張其昀以「科學時代的人文主義」為目標，提出了「特重時代思潮和民族復興的關係」和「溝通文質」「通才教育」等理念:94，這些理念在今日的浙大也能尋到。民國32年（1943年），中文系教授祝廉先聯合數學系等系和浙大附中老師等九人「九君子」成立了「湄江吟社」:93，講研詩學。西遷時在浙大史地系任教的日後當選為院士的名師還有歷史地理學譚其驤等:95-99。西遷時代，教研成果依然未有中斷；文學院、師範學院文科系的研究成果有竺可楨的《二十八宿起源考》，張其昀主編的《遵義新志》，譚其驤的中國歷史地理學和《播州楊保考》，張蔭麟的《中國史綱》，夏承燾的《詞學》，王季思的《中國古典詞曲研究》，豐子愷的中國畫論等:102。
另一方面，因北伐戰爭停辦的之江大學於民國20年（1931年）復辦，因只有文理兩學科，故名私立之江文理學院，抗戰期間也曾西遷。民國29年（1940年）成立之江大學文學院。
民國34年（1945年）日本投降，浙江大學分批返杭:106。

### 共和國院系調整-杭州大學
民國38年（1949年）5月3日，中國人民解放軍攻佔杭州，華東軍區杭州市軍事管制委員會軍事接管浙大:110。之江大學校董會後流亡至香港成立崇基學院，是香港中文大學的前身之一。
中華人民共和國成立後，仿照蘇聯模式建立專科學校，在1952年院系大調整中，浙江大學大量學科被拆出，只留下了部分工科專業；之江大學則直接解散。文學院外文系併入了上海外國語學院（現上海外國語大學），人類學系併入了復旦大學；公共課部分音樂教師被調往上海音樂學院。文學院剩餘學科、理學院剩餘學科、之江大學文理學院的一部分與浙大內設浙江師範專科學校合併，成立浙江師範學院。另外還成立了浙江農學院（後發展為浙江農業大學）、浙江醫學院（後發展為浙江醫科大學）:114-119。
1958年上半年，中共浙江省委決定籌辦綜合性的杭州大學，設中文等7個系。同年12月，正式決定將杭州大學、浙江師範學院合併定名為「杭州大學」:137。在這一時期，國學大師姜亮夫曾任浙江師範學院、杭州大學中文系教授、系主任。1992年，杭州大学成立了人文学院，1996年通過了「211工程」預審:138。
另一方面，為了培養全面發展的人才，大量學科被拆出後於1987年，浙江大学复设了中文系等人文学科，1995年成立人文学院。浙江農業大學、浙江醫科大學也建了少量的人文學科。

### 四校合併新時代
1998年，四校合併組成新的浙江大學:154。杭州大学人文学院、原浙江大学人文学院的大部分与浙江农业大学、浙江医科大学人文学科相关单位组建的新人文学院于1999年7月成立，下設哲學系、中國語言文學系、新聞與傳播學系、藝術學系、國際文化學系、歷史學系和社會學系:162，學院辦公地點仍設在原杭州大學、即新浙江大學西溪校區。後來，新聞與傳播學系分出成立了傳媒與國際文化學院，國際文化學系併入傳媒學院與外國語學院，後者更名為外國語言文化與國際交流學院，社會學系與其它幾個專業另立了公共管理學院，藝術學系和歷史學系的文物與博物館學於2019年成立藝術與考古學院，如今人文學院僅有中文、歷史、哲學三系，並與外國語言文化與國際交流學院、傳媒與國際文化學院、藝術與考古學院共同組成了浙江大學人文學部。
在合併後的浙江大學時代，人文學院的主要科研成果有陳橋驛的《<水經註>校釋》，曹錦炎、沈建華編著的《甲骨文校釋總集》，在人民大會堂首發的《宋畫全集》，張湧泉主編的《敦煌經部文獻合集》，陳村富、包利民、章雪富等著《希臘哲學史》等:168-169。
2010年代以來，紫金港校區大西區動工開建，人文學院已從西溪校區搬遷至紫金港校區，現地址位於紫金港校区西区文科組團；另外在西區還建有浙江大學藝術與考古博物館。

## 现状
学院专业涵盖文、史、哲三大学科，设有汉语言文学（含影视、編輯出版方向）、古典文献學、历史学、哲学专业。拥有中国语言文学、历史学和哲学3个一级学科博士点。
著名小说家金庸先生曾担任人文学院名誉院长。

## 重点学科
- 2个教育部基础学科科学研究和人才培养基地：中文、历史
- “985工程”二期国家文科创新研究基地：“基督教与跨文化研究中心”和“语言与认知研究中心”
- 教育部人文社科重点研究基地：汉语史研究中心
- 浙江省哲学社会科学重点研究基地：文献集成编纂中心和宋学研究中心
- 国家级重点学科：中国古典文献学
- 国家级重点培育学科：外国哲学
- 浙江省重点学科：中国古代文学、汉语言文字学、中国古典文献学、中国古代史、外国哲学、文艺学
- 校级强所：汉语史研究中心、中国古代文学与文献研究中心、中外文化交流史中心、中国古代史研究所[3]